# Górka (Kopernia)
Górka – część wsi Kopernia w Polsce, położona w województwie świętokrzyskim, w powiecie pińczowskim, w gminie Pińczów.
W latach 1975–1998 Górka administracyjnie należała do województwa kieleckiego.